# غريغوري باستيل
غريغوري باستيل (بالفرنسية: Grégory Pastel)‏ هو لاعب كرة قدم فرنسي في مركز الهجوم، ولد في 18 سبتمبر 1990 في فور دو فرانس في فرنسا. شارك مع منتخب مارتينيك لكرة القدم. أما مع النوادي، فقد لعب مع إي أس نانسي.

## وصلات خارجية
- غريغوري باستيل على موقع قاعدة بيانات كرة القدم.إي يو (الإنجليزية)
- غريغوري باستيل على موقع ناشيونال فوتبول تيمز (الإنجليزية)
- غريغوري باستيل على موقع Soccerway.com (الإنجليزية)